# Jean M. Bennett
Jean Macpherson Bennett (Kensington, Washington D. C., 9 de mayo de 1930 - Ridgecrest, California,18 de julio de 2008) fue una física estadounidense que en 1986 se convirtió en la primera mujer presidenta de la Sociedad Óptica Estadounidense.

## Trayectoria
Bennet se licenció en física en el Mount Holyoke College en 1951 y realizó sus estudios de posgrado en la Universidad Estatal de Pensilvania, donde en 1955 se convirtió en la primera mujer en obtener un doctorado en física. Al año siguiente, fue contratada como física investigadora en el Laboratorio Michelson de China Lake Acres, California. En 1956 se incorporó al Centro de Armas Navales, después llamado Centro de Guerra Aérea Naval, de China Lake, donde desarrolló gran parte de su carrera. Bennet también realizó breves estancias en la Universidad de Alabama, en Huntsville, y en el Instituto de Investigación Óptica de Estocolmo.
Fue editora de Applied Optics and Optics Express.
En reconocimiento por sus contribuciones a los estudios de superficies ópticas, la OSA estableció la Beca de Viaje para Estudiantes Jean Bennett Memorial.
Murió el 18 de julio de 2008 en Ridgecrest después de una larga enfermedad. Tenía 78 años. 

## Reconocimientos
- En 1994 fue nombrada Miembro Distinguido del Centro de Armas Navales y ganó su Premio LTE Thompson por logros científicos en tecnología óptica en 1988.
- Recibió la Medalla David Richardson de The Optical Society (OSA) en 1990 por sus "contribuciones sostenidas a los estudios de superficies ópticas que han proporcionado a la comunidad óptica una comprensión más profunda de la fenomenología de superficies ópticas y una metodología meticulosa para la caracterización de superficies".[7] También se convirtió en miembro de la OSA en 1972.[4]
- En 1988, el Instituto de Tecnología Rose-Hulman estableció el Premio Jean Bennett, que se otorga anualmente a un estudiante de último año por su excelencia en óptica.
- Recibió el premio SPIE Technology Achievement Award en 1983 por "el desarrollo de instrumentación práctica para la metrología de la calidad de la superficie óptica y por el servicio y la orientación dedicados a la industria óptica".[8]